# Peleteria ferina
Peleteria ferina är en tvåvingeart som först beskrevs av Zetterstedt 1844.  Peleteria ferina ingår i släktet Peleteria och familjen parasitflugor. Arten är reproducerande i Sverige. Inga underarter finns listade i Catalogue of Life.